# 1077
Il 1077 (MLXXVII in numeri romani) è un anno  dell'XI secolo.

## Eventi
- 27 gennaio - Sacro Romano Impero: Enrico IV si reca al castello della contessa Matilde di Canossa, dove Papa Gregorio VII è ospite, e si riconcilia con la Chiesa. Il papa gli toglie la scomunica.
- 3 aprile - A Pavia l'Imperatore Enrico IV decreta la nascita della Patria del Friuli, un principato ecclesiastico sotto il controllo del Patriarca di Aquileia, che riunirà fino al 1420 il Friuli e molti altri territori in unico organismo. Secondo alcuni storici, lo stato avrebbe raggiunto un alto livello di democrazia per l'epoca.
- Roberto il Guiscardo, duca di Puglia e di Calabria, conquista la città di Salerno.
- A causa della scissione dell'Impero Selgiuchide nasce il Sultanato di Rum. Suleyman I è il sultano.

## Nati
- Izjaslav I di Murom, principe russo († 1096)
- Sultan Cheikhmus, ottomano († 1164)
- Tabrisi, letterato arabo († 1154)

## Morti
- 25 aprile - Géza I d'Ungheria, re ungherese (n. 1040)
- 17 luglio - Ugo d'Eu, vescovo francese
- 21 luglio - Gertrude la Vecchia di Braunschweig, nobile tedesca
- 12 agosto - Sigeardo di Beilstein, patriarca cattolico tedesco
- 21 settembre - Abu'l-Fadl Bayhaqi, storico persiano
- 14 ottobre - Andronico Ducas, generale bizantino
- 7 novembre - Landolfo VI di Benevento, principe longobardo
- 10 dicembre - Cristodulo di Alessandria, arcivescovo cristiano orientale egiziano
- 14 dicembre - Agnese di Poitou, regina
- 30 dicembre - Raniero di Forcona, vescovo cattolico italiano
- Abu l-Hasan 'Ali al-Hujviri, poeta persiano
- Cencio, nobile romano
- Ramirdo di Cambrai, prete francese
- Roussel di Bailleul, condottiero francese
- Yusuf Hass Hajib, politico e scrittore turco (n. 1016)
- Zhang Zai, filosofo cinese (n. 1020)

## Calendario
| Calendario 1077 | Calendario 1077 | Calendario 1077 | Calendario 1077 | Calendario 1077 | Calendario 1077 | Calendario 1077 | Calendario 1077 | Calendario 1077 | Calendario 1077 | Calendario 1077 | Calendario 1077 | Calendario 1077 | Calendario 1077 | Calendario 1077 | Calendario 1077 | Calendario 1077 | Calendario 1077 | Calendario 1077 | Calendario 1077 | Calendario 1077 | Calendario 1077 | Calendario 1077 | Calendario 1077 | Calendario 1077 | Calendario 1077 | Calendario 1077 | Calendario 1077 | Calendario 1077 | Calendario 1077 | Calendario 1077 | Calendario 1077 | Calendario 1077 |
| --------------- | --------------- | --------------- | --------------- | --------------- | --------------- | --------------- | --------------- | --------------- | --------------- | --------------- | --------------- | --------------- | --------------- | --------------- | --------------- | --------------- | --------------- | --------------- | --------------- | --------------- | --------------- | --------------- | --------------- | --------------- | --------------- | --------------- | --------------- | --------------- | --------------- | --------------- | --------------- | --------------- |
|                 | 1               | 2               | 3               | 4               | 5               | 6               | 7               | 8               | 9               | 10              | 11              | 12              | 13              | 14              | 15              | 16              | 17              | 18              | 19              | 20              | 21              | 22              | 23              | 24              | 25              | 26              | 27              | 28              | 29              | 30              | 31              |                 |
| Gennaio         | Do              | Lu              | Ma              | Me              | Gi              | Ve              | Sa              | Do              | Lu              | Ma              | Me              | Gi              | Ve              | Sa              | Do              | Lu              | Ma              | Me              | Gi              | Ve              | Sa              | Do              | Lu              | Ma              | Me              | Gi              | Ve              | Sa              | Do              | Lu              | Ma              |                 |
| Febbraio        | Me              | Gi              | Ve              | Sa              | Do              | Lu              | Ma              | Me              | Gi              | Ve              | Sa              | Do              | Lu              | Ma              | Me              | Gi              | Ve              | Sa              | Do              | Lu              | Ma              | Me              | Gi              | Ve              | Sa              | Do              | Lu              | Ma              |                 |                 |                 |                 |
| Marzo           | Me              | Gi              | Ve              | Sa              | Do              | Lu              | Ma              | Me              | Gi              | Ve              | Sa              | Do              | Lu              | Ma              | Me              | Gi              | Ve              | Sa              | Do              | Lu              | Ma              | Me              | Gi              | Ve              | Sa              | Do              | Lu              | Ma              | Me              | Gi              | Ve              |                 |
| Aprile          | Sa              | Do              | Lu              | Ma              | Me              | Gi              | Ve              | Sa              | Do              | Lu              | Ma              | Me              | Gi              | Ve              | Sa              | Do              | Lu              | Ma              | Me              | Gi              | Ve              | Sa              | Do              | Lu              | Ma              | Me              | Gi              | Ve              | Sa              | Do              |                 |                 |
| Maggio          | Lu              | Ma              | Me              | Gi              | Ve              | Sa              | Do              | Lu              | Ma              | Me              | Gi              | Ve              | Sa              | Do              | Lu              | Ma              | Me              | Gi              | Ve              | Sa              | Do              | Lu              | Ma              | Me              | Gi              | Ve              | Sa              | Do              | Lu              | Ma              | Me              |                 |
| Giugno          | Gi              | Ve              | Sa              | Do              | Lu              | Ma              | Me              | Gi              | Ve              | Sa              | Do              | Lu              | Ma              | Me              | Gi              | Ve              | Sa              | Do              | Lu              | Ma              | Me              | Gi              | Ve              | Sa              | Do              | Lu              | Ma              | Me              | Gi              | Ve              |                 |                 |
| Luglio          | Sa              | Do              | Lu              | Ma              | Me              | Gi              | Ve              | Sa              | Do              | Lu              | Ma              | Me              | Gi              | Ve              | Sa              | Do              | Lu              | Ma              | Me              | Gi              | Ve              | Sa              | Do              | Lu              | Ma              | Me              | Gi              | Ve              | Sa              | Do              | Lu              |                 |
| Agosto          | Ma              | Me              | Gi              | Ve              | Sa              | Do              | Lu              | Ma              | Me              | Gi              | Ve              | Sa              | Do              | Lu              | Ma              | Me              | Gi              | Ve              | Sa              | Do              | Lu              | Ma              | Me              | Gi              | Ve              | Sa              | Do              | Lu              | Ma              | Me              | Gi              |                 |
| Settembre       | Ve              | Sa              | Do              | Lu              | Ma              | Me              | Gi              | Ve              | Sa              | Do              | Lu              | Ma              | Me              | Gi              | Ve              | Sa              | Do              | Lu              | Ma              | Me              | Gi              | Ve              | Sa              | Do              | Lu              | Ma              | Me              | Gi              | Ve              | Sa              |                 |                 |
| Ottobre         | Do              | Lu              | Ma              | Me              | Gi              | Ve              | Sa              | Do              | Lu              | Ma              | Me              | Gi              | Ve              | Sa              | Do              | Lu              | Ma              | Me              | Gi              | Ve              | Sa              | Do              | Lu              | Ma              | Me              | Gi              | Ve              | Sa              | Do              | Lu              | Ma              |                 |
| Novembre        | Me              | Gi              | Ve              | Sa              | Do              | Lu              | Ma              | Me              | Gi              | Ve              | Sa              | Do              | Lu              | Ma              | Me              | Gi              | Ve              | Sa              | Do              | Lu              | Ma              | Me              | Gi              | Ve              | Sa              | Do              | Lu              | Ma              | Me              | Gi              |                 |                 |
| Dicembre        | Ve              | Sa              | Do              | Lu              | Ma              | Me              | Gi              | Ve              | Sa              | Do              | Lu              | Ma              | Me              | Gi              | Ve              | Sa              | Do              | Lu              | Ma              | Me              | Gi              | Ve              | Sa              | Do              | Lu              | Ma              | Me              | Gi              | Ve              | Sa              | Do              |                 |